# 158241 Yutonagatomo
158241 Yutonagatomo è un asteroide della fascia principale. Scoperto nel 2001, presenta un'orbita caratterizzata da un semiasse maggiore pari a 2,4486216 au e da un'eccentricità di 0,1201097, inclinata di 7,28549° rispetto all'eclittica.

## Curiosità
L'asteroide è dedicato al calciatore giapponese Yūto Nagatomo.